# Gare de Fegersheim - Lipsheim
Gare de Fegersheim - Lipsheim vasútállomás Franciaországban, Lipsheim településen.

## Vasútvonalak
Az állomást az alábbi vasútvonalak érintik:
- Strasbourg–Bázel-vasútvonal

## Kapcsolódó állomások
A vasútállomáshoz az alábbi állomások vannak a legközelebb:
- Gare de Limersheim (Gare de Sélestat)
- Gare de Geispolsheim (Gare de Saverne)